# Kazimierz Wasilewski (zm. 1715)
Kazimierz Wasilewski herbu Rogala (zm. w 1715 roku) – miecznik lwowski w 1697 roku, pisarz grodzki przemyski w 1709 roku.
Był członkiem konfederacji sandomierskiej 1704 roku.